# Tour de l'Avenir 2007
Le Tour de l'Avenir 2007 est une compétition cycliste sur route ouverte aux coureurs de moins de 23 ans, qui se déroulait du 6 au 15 septembre 2007. Il comportait 10 étapes entre Belle-Île-en-Mer et Saint-Flour.
Les organisateurs innovaient pour cette année : l'épreuve, courue auparavant par équipes de marques, était courue par équipes nationales.
21 équipes de 6 coureurs avaient pris le départ à Belle-Île-en-Mer pour 1 435 km.

## Étapes
| Étape | Date                  | Ville Départ       | Ville Arrivée         | km     | Vainqueur          | Maillot jaune     |
| ----- | --------------------- | ------------------ | --------------------- | ------ | ------------------ | ----------------- |
| 1     | jeudi 6 septembre     | Belle-Île          | Belle-Île             | 148,5  | Stéphane Poulhiès  | Stéphane Poulhiès |
| 2     | vendredi 7 septembre  | Quiberon           | Saint-Jean-la-Poterie | 164.5  | Dario Cataldo      | Stéphane Poulhiès |
| 3     | samedi 8 septembre    | Pipriac            | Cholet                | 138    | Kristof Vandewalle | Bauke Mollema     |
| 4     | dimanche 9 septembre  | Cholet             | Contres               | 211,5  | Martin Kohler      | Bauke Mollema     |
| 5     | lundi 10 septembre    | Sassay             | Sassay                | 24 clm | Rafaâ Chtioui      | Tony Martin       |
| 6     | mardi 11 septembre    | Contres            | Saint-Amand-Montrond  | 143,5  | José Herrada       | Tony Martin       |
| 7     | mercredi 12 septembre | Cérilly            | Super-Besse           | 175    | Dario Cataldo      | Bauke Mollema     |
| 8     | jeudi 13 septembre    | Besse              | Brioude               | 134    | Nicolas Hartmann   | Bauke Mollema     |
| 9     | vendredi 14 septembre | Chomelix           | Craponne-sur-Arzon    | 148    | Ivan Rovny         | Bauke Mollema     |
| 10    | samedi 15 septembre   | Craponne-sur-Arzon | Saint-Flour           | 148    | Oleg Opryshko      | Bauke Mollema     |

## Classement final
|     | Cycliste           | Pays       |    | Temps            |
| --- | ------------------ | ---------- | -- | ---------------- |
| 1.  | Bauke Mollema      | Pays-Bas   | en | 35 h 14 min 04 s |
| 2.  | Tony Martin        | Allemagne  | +  | 44 s             |
| 3.  | André Steensen     | Danemark   |    | 55 s             |
| 4.  | Simon Špilak       | Slovénie   |    | 1 min 09 s       |
| 5.  | Beñat Intxausti    | Espagne    |    | 1 min 32 s       |
| 6.  | Guillaume Levarlet | France     |    | 2 min 58 s       |
| 7.  | Craig Lewis        | États-Unis |    | 3 min 24 s       |
| 8.  | Kristof Vandewalle | Belgique   |    | 3 min 45 s       |
| 9.  | Frederik Wilmann   | Norvège    |    | 3 min 48 s       |
| 10. | Dario Cataldo      | Italie     |    | 4 min 37 s       |

## Classements annexes
| Classement par points     | Dario Cataldo Italie 159 pts   |
| 2e                        | Bauke Mollema Pays-Bas 159 pts |
| 3e                        | André Steensen Danemark 99 pts |
| Grand Prix de la Montagne | Dario Cataldo Italie 97 pts    |
| 2e                        | Bauke Mollema Pays-Bas 63 pts  |
| 3e                        | José Herrada Espagne 62 pts    |
| Meilleure Équipe          | Danemark                       |